# Пак Чон Чхоль
Пак Чон Чхоль (кор. 박정철; род. 26 октября 1987, Пхеньян) — северокорейский боксёр, представитель наилегчайшей весовой категории. Выступал за национальную сборную КНДР по боксу в конце 2000-х — начале 2010-х годов, победитель и призёр турниров международного значения, участник летних Олимпийских игр в Лондоне.

## Биография
Пак Чон Чхоль родился 26 октября 1987 года в Пхеньяне, КНДР.
Впервые заявил о себе в боксе на международном уровне в сезоне 2008 года, когда вошёл в основной состав северокорейской национальной сборной и выступил на Азиатском олимпийском квалификационном турнире в Бангкоке, где дошёл до стадии полуфиналов наилегчайшей весовой категории, уступив таджику Анвару Юнусову. Боксировал также Азиатской олимпийской квалификации в Астане, но здесь остановился уже на раннем этапе соревнований. Этих результатов оказалось недостаточно для прохождения отбора на летние Олимпийские игры в Пекине.
Пропустив Олимпиаду, Пак остался в составе боксёрской команды КНДР на ещё один олимпийский цикл и продолжил принимать участие в крупнейших международных турнирах. Так, в 2009 году он выступил на чемпионате Азии в Чжухае — в четвертьфинале наилегчайшего веса был побеждён индийцем Суранджоем Сингхом.
В 2010 году одержал победу на Мемориале Искандера Хасанова в Алма-Ате, дошёл до четвертьфинала на Азиатских играх в Гуанчжоу.
В 2011 году стал серебряным призёром на Мемориале Константина Короткова в Хабаровске.
На Азиатском олимпийском квалификационном турнире 2012 года в Астане сумел дойти до полуфинала, уступив казаху Ильясу Сулейменову — тем самым удостоился права защищать честь страны на Олимпийских играх в Лондоне. На Играх, однако, уже в стартовом поединке категории до 52 кг со счётом 8:12 потерпел поражение от бразильца Жулиана Нету и сразу же выбыл из борьбы за медали.
После лондонской Олимпиады Пак Чон Чхоль больше не показывал сколько-нибудь значимых результатов в боксе на международной арене.